# Nicolas Luckner

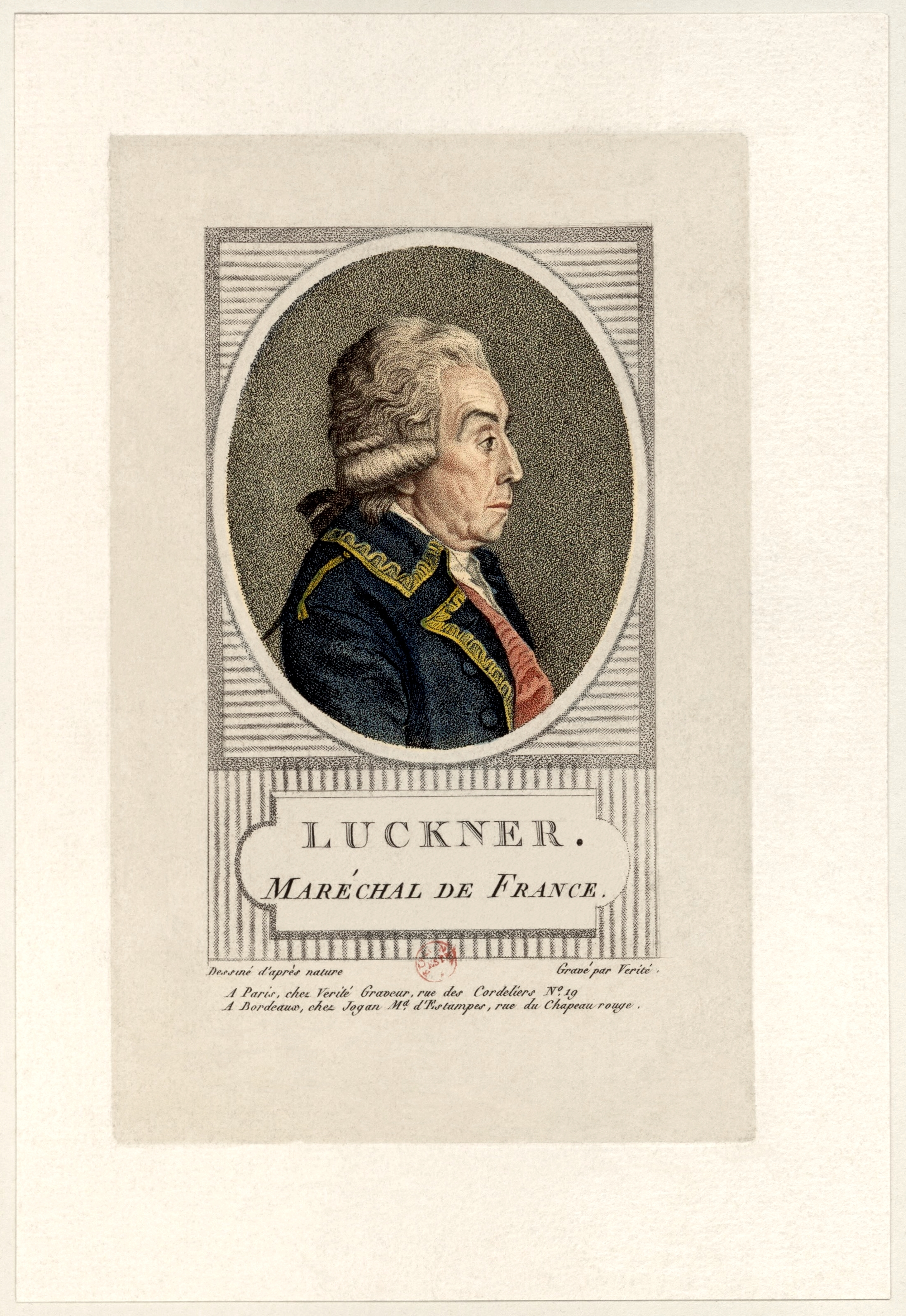
Luckner, 1792

Nicolas Luckner (Cham, 12 gennaio 1722 – Parigi, 4 gennaio 1794) è stato un generale francese di origine tedesca, antenato di Felix Graf von Luckner.

## Biografia
Nato da nobile famiglia, frequentò la scuola dei Gesuiti a Passavia, per entrare poi al servizio degli eserciti di differenti Stati: Baviera, Hannover, Paesi Bassi. Comandò un'unità di Ussari durante la guerra dei sette anni, nell'esercito di Federico II di Prussia. Non tardò molto a mettersi in luce per il proprio coraggio e il proprio talento.
Il valore dimostrato a Rossbach e durante tutta la guerra dei sette anni attirò su di lui l'attenzione del governo di Versailles che lo chiamò al servizio della Francia: entrò nell'esercito francese il 20 giugno 1763 col grado di tenente generale, fu creato barone da Luigi XVI nel 1778, poi conte di Danimarca nel 1784.
Si mostrò favorevole alle nuove idee allo scoppio della Rivoluzione francese, ed inviò il proprio attestato di fedeltà all'Assemblea nel luglio 1791, dalla Lorena in cui deteneva un comando. Ricevette il bastone di Maresciallo di Francia il 28 dicembre 1791. Il 26 febbraio dell'anno successivo Narbonne, ministro della guerra, lo presentò così all'Assemblée nationale: «Luckner ha il cuore più francese dell'accento».  Prese per sé il comando dell'Armata del Reno (dicembre 1791 - maggio 1792) quindi dell'Armata del Nord (maggio - luglio 1792): prese la città di Menen il 19 giugno, quelle di Courtrai ed Ypres il 20, ma rimasto privo di rinforzi fu obbligato a ritirarsi su Valenciennes.
Accompagnò La Fayette a Parigi in luglio per manifestare la propria simpatia a Luigi XVI. Perse con ciò tutta la propria popolarità, e venne guardato con sospetto dopo l'arresto del sovrano (10 agosto).
Il 17 agosto fu attaccato da 22.000 austriaci che schiacciò col fuoco delle proprie batterie. Dopo la fuga del La Fayette egli ottenne il grado di Generalissimo con il compito di creare un nuovo esercito di riserva nei dintorni di Châlons-sur-Marne. Qui furono concentrati circa 60.000 giovani di campagna privi di armamento ed egli mostrò di fronte a loro una tal mancanza di entusiasmo che la Convenzione lo sostituì con Choderlos de Laclos, nominato con l'occasione generale. Luckner sollecitò quindi le sue dimissioni che il governo accettò di buon grado.
Poiché non aveva ricevuto la sua pensione, si recò a Parigi, in pieno regime del Terrore, per lamentarsene. Fu invece chiamato di fronte alla Convenzione per rendere conto della propria condotta in battaglia. Protestò la propria devozione alla Francia e ricevette comunque l'ordine di non allontanarsi da Parigi.
Nel 1794 fu denunciato dal principe Carlo d'Assia e per questo incarcerato. Tradotto davanti al tribunale rivoluzionario Fouquier-Tinville lo rappresentò come un prudente ma ostinato realista e lo accusò di aver abbandonato al nemico, come maresciallo di Francia, le posizioni già precedentemente conquistate, senza alcun valido motivo.
Per questo fu condannato a morte.
Rouget de Lisle gli dedicò, nell'aprile 1792, la sua celebre Chant de guerre pour l'armée du Rhin, altrimenti chiamata la Marsigliese.